# Carl Correns
Carl Erich Correns (Múnic, 10 de setembre de 1864 - Berlín, 14 de febrer de 1933) va ser un botànic i genetista alemany, notable sobretot pel seu descobriment independent dels principis de l'herència, i per la seva redescoberta dels treballs anteriors de Gregor Mendel sobre aquest tema, que aconseguí de forma simultània, però independent, dels botànics Erich von Tschermak-Seysenegg i Hugo de Vries. Correns va ser estudiant de Nägeli, un botànic de renom amb qui Mendel mantenia correspondència pels seus treballs sobre els pèsols, però que no arribà a comprendre la importància del treball de Mendel.

## Joventut i formació
Carl Correns va néixer el setembre de 1864 a Múnic. Orfe a una primerenca edat, va ser criat per una tia a Suïssa. Va entrar a la Universitat de Múnic el 1885. Un cop allà, fou encoratjat a estudiar botànica per Karl Wilhelm von Nägeli, botànic amb qui Mendel mantenia correspondència sobre els seus experiments amb plantes de pèsols. Després d'acabar la seva tesi, Correns va ser professor de la Universitat de Tübingen i el 1913 va esdevenir el primer director del recentment fundat Institut Kaiser Wilhelm de Biologia a Berlín-Dahlem.

## Experiments i troballes
Carl Correns va dur a terme gran part de la tasca de base per al camp de la genètica al començament del segle xx. Tornà a descobrir i verificà de forma independent el treball de Mendel en un organisme model per separat. També va descobrir l'herència citoplasmàtica, una important extensió de les teories de Mendel, que demostrava l'existència de factors genètics extra-cromosòmics en el fenotip. Tanmateix la major part del treball de Correns no fou publicat i fou destruïda en els bombardejos de Berlín de 1945.

## Redescoberta de Mendel
El 1892, mentre era a la Universitat de Tübingen, Correns va començar a experimentar amb l'herència dels caràcters en les plantes. Es va centrar principalment en els experiments amb plantes del gènere Hieracium que Mendel havia dut a també a terme, sense adonar-se dels resultats obtinguts per aquest en les pesoleres. El 25 de gener de 1900, Correns publicà el seu primer article, en el qual cità tant a Charles Darwin com a Mendel, encara que sense reconèixer plenament la importància de la genètica en les idees de Darwin. En l'article de Correns "Llei de G. Mendel sobre la conducta de la progènie dels híbrids racials", que va reafirmar els resultats de Mendel i les seves tesis de segregació i independència dels caràcters.

## Herència citoplasmàtica
Després de tornar a descobrir les lleis de Mendel de l'herència, que s'apliquen a l'herència cromosòmica, va dur a terme experiments amb la flor de nit (Mirabilis jalapa) per investigar les aparents excepcions a les lleis de Mendel en l'herència de color variegat (verd i blanc clapejat) de les fulles. Correns va descobrir que, mentre que els trets mendelians es comporten de forma independent del sexe del progenitor d'origen, el color de la fulla depenia en gran manera de quin dels dos progenitors procedia el caràcter. Per exemple, la pol·linització d'un òvul d'una branca blanca amb pol·len d'una altra àrea blanca resulta en progènie blanca, el resultat predit per un caràcter recessiu. El pol·len d'una planta verda usat en un estigma verd, va donar lloc a tota la progènie verda, el resultat esperat d'un caràcter dominant. No obstant això, si el pol·len verd fertilitzava un estigma blanc, la progènie era blanca, però si els sexes dels donants s'invertien (pol·len blanc en un estigma verd), la progènie era verda.
Aquest patró d'herència no mendeliana va ser traçada posteriorment a un gen anomenat iojap que codifica una proteïna petita necessària per a l'assemblatge correcte dels ribosomes del cloroplast. Tot i que iojap es comporta d'acord amb les lleis de Mendel, si la mare és homozigòtica recessiva, la proteïna no es produeix, els ribosomes dels cloroplasts no es formen, i el plasmidi esdevé no funcional, ja que els ribosomes no poden ser importats en l'orgànul. La progènie podria tenir còpies funcionals del gen cromosòmic iojap, però com els cloroplasts procedeixen exclusivament de la mare en la majoria de les angiospermes, que hauria estat inactivat en la generació anterior, i així es donen a les plantes blanques. Per contra, si un pare blanc està associat amb una mare verda amb cloroplasts funcionals, la descendència només s'hereten els cloroplasts funcionals i, per tant, serà de color verd. En el seu article de 1909, Correns va establir el color de la fulla variegada com el primer exemple contundent de l'herència citoplasmàtica, proposant d'aquesta manera l'existència d'altres vies d'herència genètica a banda de la proposada per Mendel.